# ビルゲル・エリクセン

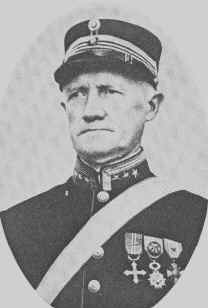
ビルゲル・エリクセン

ビルゲル・クリスチャン・エリクセン（Birger Kristian Eriksen, 1875年11月17日 - 1958年7月16日）は、ノルウェーの軍人。第二次世界大戦中のオスロフィヨルドの戦いの活躍で知られる。
ヴェーザー演習作戦が始まった時は、既に退役を予定していたとも伝えられている。